# Traité de Bâle (5 avril 1795)
Pour les articles homonymes, voir Traité de Bâle.

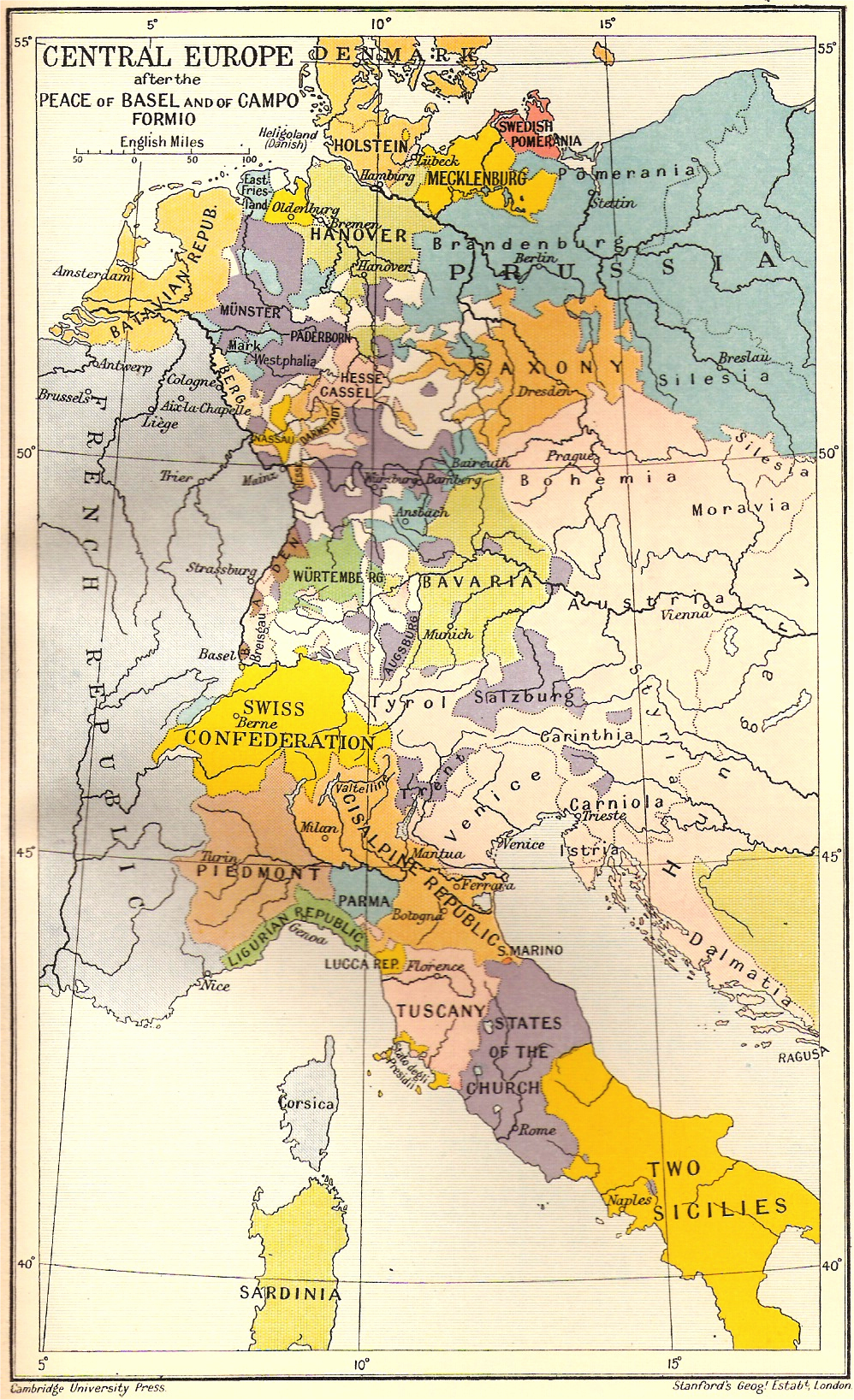
L'Europe centrale après les traités de Bâle et de Campo-Formio.

Le traité de Bâle, signé le 5 avril 1795, est un traité de paix entre la République française et le royaume de Prusse, qui se retire de la vaste coalition formée contre la France en 1792-1793. Le but de la Prusse est de disposer de forces suffisantes pour intervenir dans les affaires de la Pologne, au sujet desquelles elle s'oppose à la Russie. 
La Prusse ne rentre ensuite en guerre contre la France qu'en 1806 dans le cadre de la quatrième coalition. 

## Contexte
La Prusse est en guerre contre la France depuis avril 1792, à la suite de la déclaration de guerre de la France à l'Autriche, qui a eu lieu peu avant la chute de Louis XVI (août 1792) et l'avènement de la république. Malgré son échec de Valmy (septembre 1792), l'armée prussienne a continué la guerre, à laquelle se sont joints de nombreux pays à partir de 1793, notamment la Grande-Bretagne.
Simultanément, la Russie entre en guerre contre la Pologne en 1792 et procède en 1793 au deuxième partage de la Pologne, conjointement avec la Prusse, qui peut annexer la région de Poznan. 
Mais la situation en Pologne est très instable et la perspective d'un troisième partage suscite des tensions entre la Prusse et la Russie, surtout à partir de mars 1794, lorsque les patriotes polonais lancent l'insurrection anti-russe dirigée par Kosciuszko. 
Bien que les insurgés s'efforcent de ne rien faire contre la Prusse, le roi Frédéric-Guillaume II, qui place au premier rang la question polonaise, intervient contre eux afin de limiter l'avancée de l'armée russe vers l'ouest et adopte en France une attitude peu belliqueuse.
Dès la défaite de Tadeusz Kościuszko (novembre 1794), la Prusse engage des négociations avec la France en vue de conclure la paix.

## Les négociations
La France est représentée par un ministre plénipotentiaire, François Barthélemy et la Prusse par Karl August von Hardenberg.
Les insurgés polonais ont des agents à Paris, mais ils constatent rapidement que malgré sa sympathie pour leur cause (Kosciuszko a été proclamé citoyen d'honneur de la France en août 1792), le gouvernement français, alors dirigé par les Thermidoriens, n'accorde aucune place à la question polonaise dans ses négociations avec la Prusse.

## Contenu du traité
La Prusse abandonne à la France ses possessions à l'ouest du Rhin, c'est-à-dire le duché de Gueldre et l'ouest du duché de Clèves. 
En contrepartie, la France rend à la Prusse les territoires qu'elle a conquis à l'est du Rhin.

## Conséquences
Le retrait de la Prusse renforce la position militaire de la France, victorieuse sur terre depuis le mois de juin 1794.
Le 22 juillet 1795, l'Espagne se retire à son tour de la coalition (deuxième traité de Bâle).
Le troisième partage de la Pologne, qui met fin à l'existence de la république des Deux Nations, a lieu entre la Russie, l'Autriche et la Prusse le 25 octobre 1795.